# Queen's South Africa Medal
La Queens South Africa Medal era una medaglia di campagna militare inglese coniata per ricompensare quanti avessero partecipato alle campagne militari in sud Africa tra l'11 ottobre 1899 ed il 31 maggio 1902.

## Storia
La Queen's South Africa Medal venne concessa al personale militare che avesse prestato servizio nella Guerra boera in sud Africa tra l'11 ottobre 1899 ed il 31 maggio 1902, ovvero unità dell'esercito britannico, della Royal Navy, delle forze coloniali (australiani, canadesi, neozelandesi, indiani e sudafricani), civili impiegati negli incarichi militari e di corrispondenza. La medaglia, senza alcuna barretta, venne anche concessa a quanti erano di guardia ai prigionieri boeri sull'isola di Sant'Elena. Le truppe di stanza sulle isole del Mediterraneo ricevettero la Queen's Mediterranean Medal ed altro personale ricevette la Transport Medal.

## Barrette
Vi sono in totale 26 differenti barrette da poter aggiungere alla medaglia ad indicare ciascuna azione o campagna della Seconda guerra boera. Alcune barrette "di stato" vennero concesse per servizio in quello specifico stato coloniale mentre quelle "di battaglia" vennero concesse per una specifica azione militare nel medesimo stato. Questo significa che una medaglia di questo tipo non può riportare una barretta "di stato" e una "di battaglia" abbinata riguardante una battaglia svoltasi fuori dai confini di quello stato.

### Barrette "di stato"
- CAPE COLONY - 11 ottobre 1899 - 31 maggio 1902
- NATAL - 11 ottobre 1899 e 11 giugno 1900
- RHODESIA - 11 ottobre 1899 - 17 maggio 1900
- ORANGE FREE STATE - 28 febbraio 1900 - 31 maggio 1902
- TRANSVAAL - 24 maggio 1900 e 31 maggio 1902
- SOUTH AFRICA 1901 - Concessa a quanti non potevano ricevere la King’s South Africa Medal ma avevano già prestato servizio in sud Africa dal 1º gennaio al 31 dicembre 1901.
- SOUTH AFRICA 1902 - Concessa a quanti non potevano ricevere la King’s South Africa Medal ma avevano già prestato servizio in sud Africa dal 1º gennaio al 31 dicembre 1902.

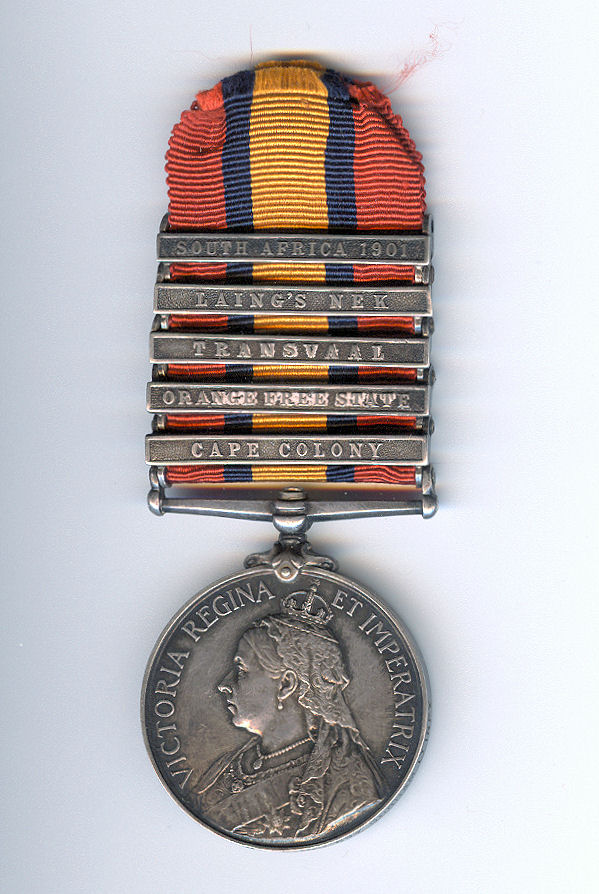
Medaglia con cinque barrette.

### Barrette "di battaglia"
(tra parentesi è indicato la barretta "di stato" da abbinare)
- DEFENCE OF MAFEKING 13 ottobre 1899 - 17 maggio 1900 (CAPE COLONY)
- DEFENCE OF KIMBERLEY 15 ottobre 1899 - 15 febbraio 1900 (CAPE COLONY)
- TALANA 20 ottobre 1899 (NATAL)
- ELANDS-LAAGTE 21 ottobre 1899 (NATAL)
- DEFENCE OF LADYSMITH 3 novembre 1899 - 28 febbraio 1900 (NATAL)
- BELMONT 23 novembre 1899 (CAPE COLONY)
- MODDER RIVER 28 novembre 1899 (CAPE COLONY)
- RELIEF OF LADYSMITH 15 dicembre 1899 - 28 febbraio 1900 (NATAL)
- TUGELA HEIGHTS 12-27 febbraio 1900 (NATAL)
- RELIEF OF KIMBERLEY 15 febbraio 1900 (CAPE COLONY)
- PAARDEBERG 17-26 febbraio 1900 (ORANGE FREE STATE)
- DRIEFONTEIN 10 marzo 1900 - Concessa alle truppe del quartier generale di John French, I conte di Ypres, colonna che avanzò il 10 marzo 1900 (ORANGE FREE STATE)
- WEPENER 9-25 aprile 1900 (ORANGE FREE STATE)
- RELIEF OF MAFEKING 17 maggio 1900 (CAPE COLONY)
- JOHANNESBURG - Concessa alle truppe che, il 29 maggio 1900, da nord a est passarono la Klip River Station e da est a nord passarono la Krugersdorp Station (TRANSVAAL)
- DIAMOND HILL 11-12 giugno 1900 (TRANSVAAL)
- WITTEBERGEN 1-29 luglio 1900 (ORANGE FREE STATE)
- BELFAST - Concessa alle truppe che, il 26 o 27 agosto 1900, furono a est, a nord e a sud della linea Wonderfonein, ed a ovest, a nord e a sud della linea della Dalmanutha Station, e a nord e a est e a ovest della linea Carolina (TRANSVAAL)
- LAING'S NEK 12 giugno 1901 (NATAL)

## Descrizione
La medaglia è costituita da un disco d'argento sul quale è raffigurata sul diritto l'effigie a mezzo busto dell'anziana regina Vittoria d'Inghilterra rivolta verso sinistra, con lo scettro in mano, e corredata dal titolo VICTORIA REGINA ET IMPERATRIX in latino. Sul retro la medaglia presenta la personificazione della Britannia che porta nella mano sinistra la bandiera del Regno Unito ed in quella destra una corona d'alloro. Sullo sfondo le truppe inglesi marciano dalla costa verso l'entroterra. Attorno si trova la scritta "SOUTH AFRICA". Le prime medaglie concesse riportavano anche la data 1899-1900 anche se poi essa venne rimossa in quanto la guerra continuò anche oltre l'anno 1900.
Il nastro era metà giallo con una striscia piccola blu e una più grande arancio per parte.